# Werner Stocker (Schauspieler)

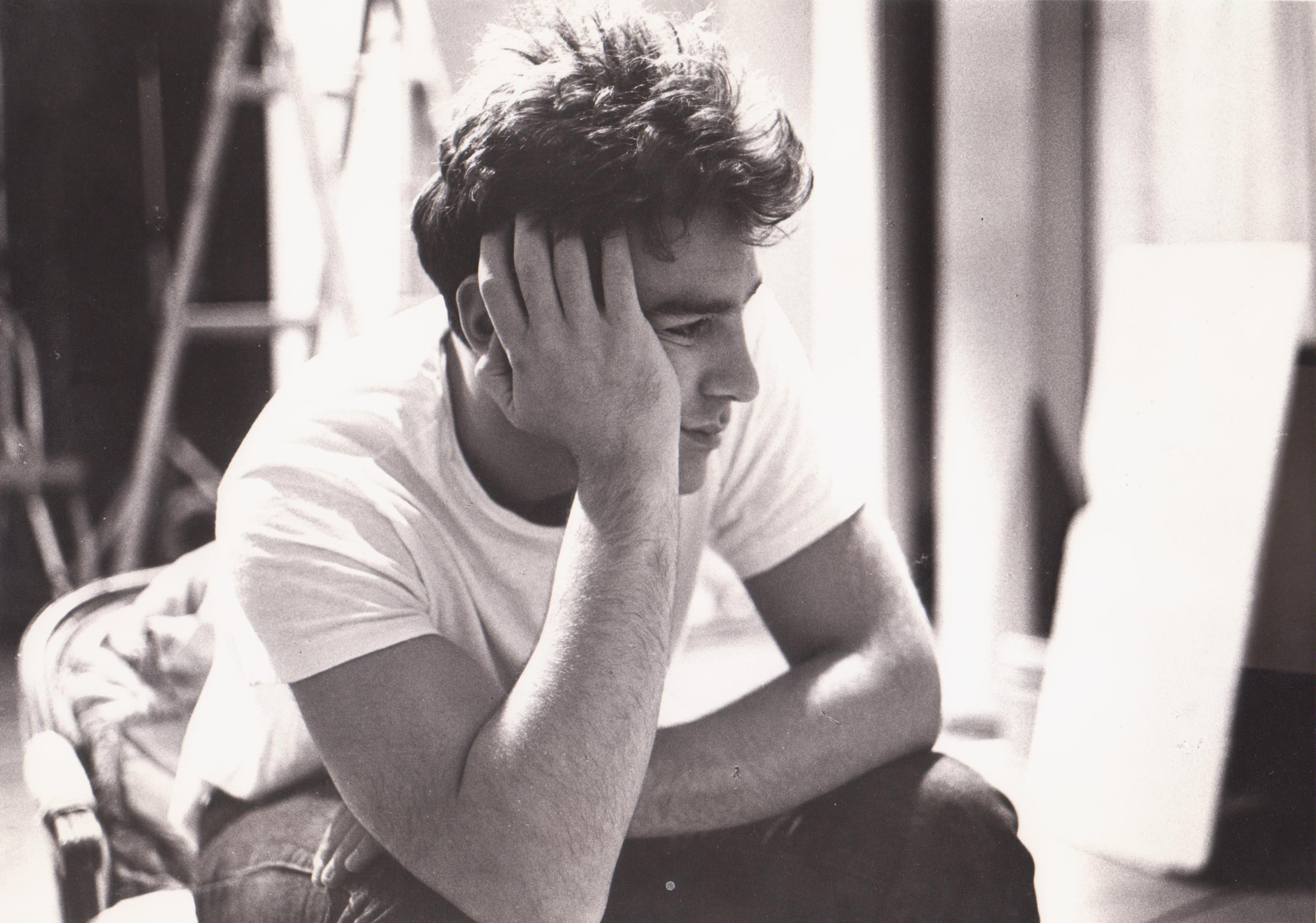
Werner Stocker

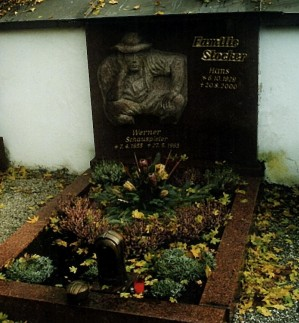
Grabstätte von Werner Stocker

Werner Stocker (* 7. April 1955 in Flintsbach am Inn; † 27. Mai 1993 in Starnberg) war ein deutscher Schauspieler.

## Leben
Nach seinem Abitur am Finsterwalder-Gymnasium in Rosenheim studierte er Germanistik in München. Nachdem er während des Studiums in dem französischen TV-Film Les Rebelles (1977) mitgewirkt hatte, entschloss er sich zu einer Schauspielausbildung. Von 1976 bis 1979 absolvierte er die Neue Münchner Schauspielschule von Ali Wunsch-König.
Mit der Rolle des Christoph Probst in Michael Verhoevens Kinoerfolg Die weiße Rose gelang Stocker 1981 der Durchbruch. Weiter bekannt wurde er durch seine Darstellung des Albert in Joseph Vilsmaiers Erstlingsfilm Herbstmilch. Internationale Popularität erlangte er durch die Rolle des Priesters Darius in der kanadisch-französischen TV-Serie Highlander (1992–1993).
Am 27. Mai 1993 erlag Stocker nach kurzer Krankheit im Alter von 38 Jahren den Folgen eines Gehirntumors. Zur Todesursache gibt es unterschiedliche Angaben. Stockers Grab befindet sich auf dem Friedhof seines Geburtsortes Flintsbach am Inn.

## Filmografie (Auswahl)
- 1977: Les Rebelles, Regie: Pierre Badel
- 1980: Warum hast du so traurige Augen, Regie: Tom Toelle
- 1980: Abenteuer aus dem Englischen Garten, Regie: Margit Saad
- 1981: Collin, Regie: Peter Schulze-Rohr
- 1981: Die weiße Rose (Kino), Regie: Michael Verhoeven
- 1981–1982: Inside The Third Reich, Regie: Marvin J. Chomsky
- 1983: Die Wiesingers I, Regie: Bernd Fischerauer
- 1983: Angelo und Luzy
- 1983: Rambo Zambo, Regie: Reinhard Donga
- 1983: Ein Mann wie E.V.A. (Kino), Regie: Radu Gabrea
- 1983: Die unbekannten im eigenen Haus, Regie: Bernd Fischerauer
- 1984: Novembermond (Kino), Regie: Alexandra von Grote
- 1984: Derrick: Die Verführung, Regie: Helmuth Ashley
- 1984: Der Alte: Reihe 7, Grab 11, Regie: Theodor Grädler
- 1985: Schafkopfrennen, Regie: Bernd Fischerauer
- 1986: Auf immer und ewig (Kino), Regie: Christel Buschmann
- 1986: Aquaplaning, Regie: Eva Hiller
- 1987: The Dirty Dozen III, Regie: Lee H. Katzin
- 1987: Flug in die Hölle, Regie: Gordon Flemyng[6]
- 1988: Die Wiesingers II, Regie: Bernd Fischerauer
- 1988: Der Condor (Kino), Regie: Jobst Oetzmann
- 1988: Herbstmilch (Kino), Regie: Joseph Vilsmaier
- 1988: Ein Fall für zwei: Die einzige Chance, Regie: Jörg Grünler
- 1989: Lex Minister (Kino), Regie: Peter Patzak
- 1990: Sankt Petri Schnee, Regie: Peter Patzak
- 1990: Rama dama (Kino), Regie: Joseph Vilsmaier
- 1990: The Private War of Lucinda Smith, Regie: Ray Alchin
- 1991: Schwarze Hochzeit (Kino), Regie: Clive Donner
- 1992: Rosenemil (Kino), Regie: Radu Gabrea
- 1992: Far From Berlin (Kino), Regie: Keith McNally
- 1992: Schatten der Liebe (Kino), Regie: Christoph Vorster
- 1992–1993: Highlander (Fernsehserie, 5 Folgen).

## Hörspiele
- Die Grandauers und ihre Zeit (1979–1985)